# Storstenshöjden
Storstenshöjden är en slalombacke i Kilsbergen cirka 20 km väster om Örebro, lite söder om Ånnaboda. Den består av Södra backen med två ankarliftar, längd ca 650 meter, samt två knappliftar. Norra backen har två knappliftar, längd cirka 200–300 meter. Det var i denna backe som Johan Brolenius, före detta landslagsåkare, en gång började sin karriär.

## Historia och utveckling
Storstenshöjden har fått sitt namn av det stenblock som ligger på toppen av anläggningen. Stenen är enligt tradition ett av Kilsbergens jättekast. I detta fall var det jätten på Storstenshöjden som irriterade sig på klockklangen från den nybyggda kyrkan i Tysslinge. Till slut stod han inte ut med "oljudet". Han lyfte det stora blocket högst uppe på höjden för att kasta det mot kyrkan. Blocket visade sig emellertid vara alltför tungt. En åder brast i jättens huvud och hans blod rann ut och bildade Falkasjön. Med tanke på den djupblå färgen på vattnet i Falkasjön har man dragit slutsattsen att det måste ha varit kungligt blod som rann i denna jättes ådror.
Storstenshöjdens första nedfart invigdes 1956 men på annan plats än där anläggningen finns idag (Falkabacken). Den första nedfarten på nuvarande plats stod klar 1973 och var då enbart på södra sidan. Den norra sidan anlades 1979–1980. Under 1990- och 00-talet så genomfördes flera renoveringar av både restaurang, snösystem och värmestugor. Storstenshöjden privatiserades 2005 (Storstenshöjden i Örebro AB) och ett arrendeavtal skrevs med kommunen på 15 år.
Storstenshöjden drevs vidare som eget företag fram tills 2013 då Branäsgruppen tog över ägandet av Storstenshöjden samt Ånnaboda. Säsongen 2020–2021 valde Branäsgruppen att inte öppna Storstenshöjden. Branäsgruppen flyttade samtliga pistmaskiner, flera snökanoner samt all uthyrning (skidor, hjälmar, pjäxor) till sina andra anläggningar. Backen var till salu fram till november 2023 då de hittade köpare för Storstenshöjden. I september 2024 meddelade de nya ägarna att de hoppades kunna öppna delar av anläggningen till säsongen 2025–2026.

## Områden
Storstenshöjden består av två nedfarter (Norra och Södra) i nära anslutning till Ånnaboda naturreservat och Villingsbergs skjutfält. Inom ett par kilometer finns även Ånnaboda friluftscentrum.
Vid Storstenshöjdens södra nedfart finns parkering, skiduthyrning, försäljning av liftkort, restaurang, värmestuga samt toaletter. Den södra sidan är den större delen av Storstenshöjden med 3 pister samt en off-pist-nedfart med 2 ankarliftar (B och C, båda leder till övergång till norra sidan) samt 2 knappliftar (A och D). Vid den södra sidan finns även en pulkabacke med rullband.
Vid Storstenshöjdens norra nedfart finns parkering, värmestuga och toalett. Den norra sidan har 4 mindre pister med 2 knappliftar (E och F, där F leder till övergång till södra sidan).
| Liftar på Södra sidan: - Lift A, Rullband, pulkabacke - Lift B, ankarlift, övergång till norra sidan - Lift C, ankarlift, övergång till norra sidan - Lift D, knapplift Liftar på Norra sidan: - Lift E, Knapplift, övergång till södra sidan - Lift F, Knapplift |